# Menophra dinicola
Menophra dinicola là một loài bướm đêm trong họ Geometridae.